# Hibbertia pulchella
Hibbertia pulchella är en tvåhjärtbladig växtart som beskrevs av Schlechter. Hibbertia pulchella ingår i släktet Hibbertia och familjen Dilleniaceae. Inga underarter finns listade i Catalogue of Life.